# Узбережжя Ріксу (заказник)
Зака́зник «Узбере́жжя Рі́ксу» (ест. Riksu ranniku hoiuala) — природоохоронна територія в Естонії, у повіті Сааремаа.
Загальна площа — 2188 га, у тому числі площа водойм — 1729 га.
Заказник утворений 18 травня 2007 року.

## Розташування
Населені пункти, що розташовуються поблизу заказника:
- у волості Ляене-Сааре: Коові, Котланді, Ріксу;
- у волості Салме: Лагетаґузе, Лимала, Мєлдрі, Тоомалиука.

## Опис
Метою створення об'єкта на узбережжі Ріксу є збереження природних оселищ (Директива 92/43/ЄЕС, Додаток I) та охорона місцеперебувань птахів, у тому числі мігруючих (Директива 79/409/ЄЕС).
У заказнику зберігаються 13 типів оселищ флори та фауни:
| Код   | Тип оселища | Площа, га |
| ----- | --- | --------- |
| 1150* | Узбережні лагуни | 45,0      |
| 1210  | Однорічна рослинність лінії прибою | 6,8       |
| 1220  | Багаторічна рослинність кам'янистих берегів                                                                                                   | 12,9      |
| 1620  | Бореальні балтійські острівці та малі острови                                                                                                 | 1,8       |
| 1630* | Бореальні балтійські узбережні луки | 98,0      |
| 1640  | Бореальні балтійські піщані пляжі з багаторічною рослинністю                                                                                  | 4,1       |
| 2130* | Стабільні узбережні дюни з трав'яною рослинністю («сірі дюни»)                                                                                | 2,4       |
| 5130  | Формації з Juniperus communis серед пустищ або карбонатних трав'яних угруповань                                                               | 5,8       |
| 6210* | Напівприродні лучні степи, остепнені луки й чагарникові зарості на вапнякових субстратах (Festuco-Brometalia) (оселища, важливі для орхідних) | 106,0     |
| 6280* | Північні альвари та плоскі скелі з докембрійських вапняків                                                                                    | 100,0     |
| 6410  | Луки з Molinia на вапнякових, торф'яних або глинисто-мулових ґрунтах (Molinion caeruleae)                                                     | 29,0      |
| 9010* | Західна тайга | 2,3       |
| 9070  | Феноскандійські заліснені пасовища | 6,1       |

До видів птахів, місця проживання яких охороняються в заказнику, належать: крижень (Anas platyrhynchos), гуска мала (Anser erythropus), чернь чубата (Aythya fuligula), казарка білощока (Branta leucopsis), гоголь (Bucephala clangula), побережник чорногрудий (Calidris alpina alpina), балтійський підвид побережника чорногрудого (Calidris alpina schinzii), пісочник великий (Charadrius hiaticula), лунь очеретяний (Circus aeruginosus), морянка (Clangula hyemalis), лебідь-кликун (Cygnus cygnus), лебідь-шипун (Cygnus olor), сорокопуд терновий (Lanius collurio), турпан (Melanitta fusca), синьга (Melanitta nigra), крех малий (Mergus albellus), крех великий (Mergus merganser), крех середній (Mergus serrator), турухтан (Philomachus pugnax), пірникоза червоношия (Podiceps auritus), пірникоза сірощока (Podiceps grisegena), гага звичайна (Somateria mollissima), крячок полярний (Sterna paradisaea), кропив'янка рябогруда (Sylvia nisoria), коловодник чорний (Tringa erythropus), коловодник великий (Tringa nebularia), коловодник звичайний (Tringa totanus), чайка (Vanellus vanellus).